# سيمون ماسابا
سيمون ماسابا (بالإنجليزية: Simon Masaba)‏ (مواليد 23 مارس 1983 في أوغندا) لاعب كرة قدم أوغندي دولي يجيد اللعب في خط الهجوم . يلعب حاليا لصالح نادي ناكيفوبو فيلا الأوغندي منذ سنة 2008 .

## روابط خارجية
- سيمون ماسابا على موقع ناشيونال فوتبول تيمز (الإنجليزية)